# Марф, Нигяр
Нигяр Марф — иракская медсестра. Главная медсестра в больнице ожоговой и восстановительной хирургии в Сулеймании, провинции в курдском регионе. За 25 лет работы в больнице она в основном сосредоточилась на лечении ожогов у детей и интенсивной терапии. Она лечит и консультирует женщин, пострадавших от ожогов в результате самосожжения. Это распространенное действие среди девочек в возрасте 16 лет, которые подвергаются физическому и психологическому насилию дома, после чего поджигают себя в знак протеста. В декабре 2022 года она вошла в список 100 женщин Би-би-си.